# Teufen, Zürich
Teufen är en ort i kommunen Freienstein-Teufen i kantonen Zürich i Schweiz. Den ligger vid floden Rhen, cirka 17 kilometer sydväst om Schaffhausen och cirka 13,5 kilometer nordväst om Winterthur. Orten har 452 invånare (2021). Den består av ortsdelarna Oberteufen och Unterteufen.